# Poradnik do gry
Poradnik – zbiór informacji przydatnych do ukończenia misji, poziomu lub całej gry komputerowej. W zależności od gatunku gry może zawierać on np. dane jednostek, cechy budynków, cele misji, charakterystyki postaci, opisy przechodzenia misji, ułatwienia itd. W przeciwieństwie do solucji, nie zawiera informacji jednoznacznie wskazujących, że gracz ma każdą z nich wykonać, aby ukończyć grę (jak ma to miejsce w grach przygodowych) - jest on jedynie pomocnikiem dla początkujących i źródłem ciekawostek dla już obeznanych w grze. W przypadku rozbudowanych i wielowątkowych gier poradniki mogą mieć kilkadziesiąt a nawet kilkaset stron. Z tego względu poradniki są tworzone dla gier: fabularnych, RTS-ów, strzelaninek, gier zręcznościowych, symulacyjnych i podobnych. Poradniki są najczęściej tak dużych rozmiarów, że autorzy stron, którzy je zamieszczają, zalecają pobieranie ich na dysk twardy.